# Єхидна Наклз
Єхидна Наклз (яп. ナックルズ・ザ・エキドゥナ, англ. Knuckles the Echidna) — персонаж відеоігор, мультфільмів і коміксів серії Sonic the Hedgehog, що випускається компанією Сеґа.
Наклз — 17-річна антропоморфна єхидна з червоним хутром. Окрім фізичної сили у більшості ігор серії має також спеціальні можливості: літати в повітрі та лазити по стінах.
Вперше Наклз з’явився у грі Sonic the Hedgehog 3 у 1994 році, де був представлений як антагоніст, якого обманув Доктор Еггман. Але після того став одним з головних персонажів серії та другом їжака Соніка.